# アリスにおまかせ!
『アリスにおまかせ!』は、あらいきよこによる日本の漫画作品。
『ちゃお』（小学館）にて1992年2月号から1995年10月号まで連載された。単行本は同社のフラワーコミックスから全10巻、他にDX版が全5巻刊行されている。
ジャンルは、フラワーコミックス版の作品紹介では「占いコメディー」とされているが、文庫版では「マジカルホラー」と紹介されている。

## あらすじ
二階堂アリスは、高校1年生でラグビー部のマネージャー。スケベでお調子者の部員・小野寺克巳のことが少し気になる。ある日、学校の帰りに雷に打たれるが、その時に拾った水晶のおかげで無傷で助かる。その後予知夢を見るようになると同時に、克巳に想いを寄せる幼馴染の近藤さやかがアンティークドールのキャサリンを使ってアリスをつけねらう。
水晶の力を借りて何度も危機を切り抜けて行くアリス。やがてアリスは、克巳の曽祖父・小野寺総二郎とキャサリンの悲しい過去を知り……。

## 登場人物
主要キャラクター
二階堂アリス
主人公。ラグビー部のマネージャーを務める。連載当初は高校1年生、その後2年生に進級。水晶を拾ったことがきっかけで予知夢を見るようになると同時に、克巳の幼馴染のさやかの魔術に付け狙われる。その時に助けてくれた克巳に想いを寄せるように。
ショートヘアが特徴的な元気な少女で、魔術の罠にかかってもしり込みしない。キャサリンへの最大の武器である水晶を使いこなせる唯一の人物でもある。さやかとキャサリンと対決していくうちに、キャサリンの過去と謎に触れることになる。
誕生日は1月23日。好きなスポーツはもちろんラグビーで、新藤高也というラグビー選手の大ファン。当初はファンレターを何通も書くなどかなり入れ込んでいたが、克巳とつき合うようになってからはあまり名前を口にしなくなった(克巳が一番のため)。
小野寺克巳
ラグビー部の部員。スケベでお調子者だが、根は男らしく優しい性格。物語の後半になるとスケベな一面は見せなくなる。本人いわく「卒業した」とのこと。さやかの魔術に何回も襲われるアリスを救う。そのうちアリスと両思いになり、交際する。
しかし物語が進むにつれ、彼もまたキャサリンの標的となり、何度も危機に陥る。キャサリンのことは「化け物」と呼んでいる(化け物人形などとも)。キャサリンに対しては無力ながらも常に強気な態度で接するが、それはアリスを守るためである。
近藤さやか
克巳の幼馴染。克巳のことが好きなためアリスに激しく嫉妬し、人形キャサリンと共に魔術を使って何回も襲う。新体操部に所属している。父は映画監督、母は元女優で現在はアナウンサーである(演出家とされたこともあるが、どちらが正しいのかは不明)。
魔術を使うたびに体力を消耗していた。次第に魔術の力に耐え切れなくなり、ボロボロになっていく。
キャサリンとの決戦後を描いた読み切り版では、昔から親切にしてくれた広巳への、本当の気持ちを自覚する。そして広巳に恋心を抱き、彼のフランス行きにまでついて行った。
キャサリン
さやかが持っているアンティークドール。ある日さやか宛に、人形を抱く女性の肖像画とともに届けられた。100年近く昔に、克巳の曽祖父・小野寺総二郎と恋仲だった女性の所持していた人形だったらしい。
その正体は、かつての総二郎の恋人であったドイツ人女性キャサリン・ホワイト。100年ほど昔(具体的には明治時代)の女性であり、留学生であった総二郎と相思相愛だった。しかし総二郎が日本に突如帰国。仲を引き裂かれただけでなく、まったく別の女性と結婚してしまった事を知ると、憎しみから黒魔術に身を染め、総二郎からの贈り物であった人形キャサリンに魂を宿した。そして総二郎を手に入れようと暴走する。直接相手の体を傷つける術のほか、相手の心を操る術や人形を操り相手を攻撃する術を使う。
生前は笑顔が多く素直な性格だったが、総二郎を失ってからは、腹いせに他人に危害を加えたり、目的のためならば誰かが傷つくことをいとわず魔術を駆使して暴れるなど、自己中心さが目立つ。かなりの人形マニアだったようで、家には少女人形やクマのぬいぐるみがたくさんあった。その他にも、魔術をかけるために呪文を唱える際に、周囲に置いていることが多い。
過去のある記憶から、アリスが持つ水晶の力を弱点とする。しかし何度水晶で退けられても完全に退治されるまでには至らず、水晶の対策法をも講じていることすらあった。
フラワーコミックス6巻に出て来た墓石によると生没年は1888年~1910年(なお総二郎と出会ったのは明治32年ごろのようだが、年齢的に矛盾が生じる)。
小野寺総二郎
克巳の曽祖父にあたる人物。作中、アリスの夢の中などに幽霊として現れ、彼女にアドバイスを与える。また、水晶を指輪の形に変える事が出来る。「子孫を守って欲しい」と告げるなど、何故かアリスを特別視している。
若い頃はドイツに留学していた。若き日の彼は克巳に似ており、キャサリンの絵を描いたり人形をプレゼントするなど、キャサリンとは相思相愛だった。しかし実家からの嘘の電報に騙され帰国。志穂という女性と政略結婚させられると、キャサリンとの仲とつながりを完全に断たれてしまった。
キャサリンの魔術が子孫にも及ぶことを危惧しているが、キャサリンへの愛は若き頃から変わってはいなかった。
ひ孫の広巳のように絵が好きで、キャサリンの肖像画も総二郎が描いたもの。妻亡き後はキャサリンに会おうとしたが、すでに故人であったことを知り、その後はフランスに渡り、キャサリンの絵を描くことに残りの人生を捧げた。また、ピエール＝オーギュスト・ルノワールの弟子となった(もちろんこの設定はフィクションである)。
フラワーコミックス10巻に出て来た墓によると生没年は1886年~1942年(なおこちらも明治32年にキャサリンと出会ったとすると、年齢的に矛盾が生じる)。
サブキャラクター
野田由加利
アリスの親友。アリスと同じように元気だがやや落ち着きのない少女。アリスとともにラグビー部のマネージャーを務めている。ラグビー部員の織田広司のことが好きだが、広司はアリスのことが好きなのではと疑う。そのスキをつけこまれ、さやかに利用された。
後に広司とは正式に両思いになり、交際するように。登場はしていないが、「とおる」と「かおる」という中学1年生の双子の弟がいる。
織田広司
ラグビー部部員で、克巳の親友。クールな性格だが、少々ぶっきらぼうである。克巳と合わせて「H2Oコンビ」と呼ばれている(Hな小野寺と織田、の意味)。アリスに思いを寄せているらしき描写があったが、後に由加利と交際する。
登場はしていないが、「麻里奈」という小学3年生の妹がおり、目に入れても痛くないほどかわいがっている。
マリヤ＝モルツ
ひょんなことからアリスと仲良くなった4歳のドイツ人少女。天真爛漫で、動く人形を見ても怖がらない。キャサリンに捕らわれ、利用されてしまうが、その原因を間接的に作ってしまったのは皮肉にもアリスだった。
クララ＝シュトラウス
貢の助手。日本語も堪能で、フレンドリーな性格。アリスははじめ「現地妻がいたのか」とからかったが、後に本当に貢と結婚し妻になった。
二階堂家
タロー
アリスの飼い猫だが、かなりの肥満体であるためかよく犬に間違われる。「ぶみー」という奇妙な鳴き方をする。アリスに大変なついており、総二郎の謎を解くための調査についていくなど、アリスのパートナーのような扱いである。
かえで
アリスの姉で、バツイチ。離婚後は実家で家族と共に暮らしている。涼太という息子がいる。ブランド品が大好きな派手な女性である。アリスが克巳に会いに行くのを密かに手助けするなど、妹思いな一面も見せた。
再婚願望があるらしく、19回も見合いをしたり、克巳の兄の広巳を気に入って紹介してもらおうとした。
涼太
4歳になるアリスの甥。わがまま。
二階堂貢
アリスのおじの考古学者で、普段はベルリン在住。40歳独身だが、後に助手のクララと結婚し、ジローというタローに似た猫を飼う。ひげがある時とない時がある。
小野寺家
小野寺総太
克巳の祖父。80歳。マイペースだが、少しボケているかのような描写がされている。キャサリンを恐れている。
小野寺尚巳
克巳の兄で、小野寺家の次男。メガネをかけている。いつも家にいる。昔はさやかを好きだったらしいが、そのエピソードが語られることはなかった。
小野寺広巳
克巳の兄で、小野寺家の長男。22歳の大学4年生。ちなみに美大生である。一人暮らしをしているため実家には住んでおらず、当初は登場しなかった(初登場はフラワーコミックス9巻)。画家になるべく絵の勉強をしており、ルノワールを心の師と仰いでいる。
読み切り版ではアルバイトをしてお金を稼ぎ、かねてよりの夢だったフランスへと発っていく。その直前に、さやかへの恋心をさやか本人に打ち明けた。
志穂
総二郎の妻、総太の母、克巳の曾祖母にあたる女性。キャサリンからは強い憎しみを向けられている。アリスの持つ水晶はもともと、キャサリンの魔術から身を守るために志穂が持っていたものである。
キャサリンははじめ、アリスと志穂とを混同していたかのような描写がされた。
フラワーコミックス10巻での作者の弁によると、本当は結婚前にとても愛していた男性がいたとのこと(総二郎ではない)。しかしその男性との結婚は許されず、結局小野寺家に嫁いだという、総二郎と似た過去を持つ。

## 書誌情報
- あらいきよこ『アリスにおまかせ!』小学館〈フラワーコミックス〉、全10巻
  1. 1992年7月24日発売[2]、ISBN 4-09-134431-3
  2. 1992年12月15日発売[3]、ISBN 4-09-134432-1
  3. 1993年6月26日発売[4]、ISBN 4-09-134433-X
  4. 1993年12月15日発売[5]、ISBN 4-09-134434-8
  5. 1994年5月26日発売[6]、ISBN 4-09-134435-6
  6. 1994年10月26日発売[7]、ISBN 4-09-134436-4
  7. 1995年4月26日発売[8]、ISBN 4-09-134437-2
  8. 1995年8月21日発売[9]、ISBN 4-09-134438-0
  9. 1995年11月25日発売[10]、ISBN 4-09-134439-9
  10. 1996年2月26日発売[11]、ISBN 4-09-134440-2
- あらいきよこ『アリスにおまかせ!』小学館〈Flower comics deluxe〉、全5巻
  1. 2001年6月[12]、ISBN 4-09-135701-6
  2. 2001年6月[13]、ISBN 4-09-135702-4
  3. 2001年8月[14]、ISBN 4-09-135703-2
  4. 2001年8月[15]、ISBN 4-09-135704-0
  5. 2001年10月[16]、ISBN 4-09-135705-9
- あらいきよこ『アリスにおまかせ!』小学館〈小学館文庫〉、全5巻
  1. 2015年3月14日発売[1]、ISBN 978-4-09-191543-6
  2. 2015年3月14日発売[17]、ISBN 978-4-09-191544-3
  3. 2015年4月15日発売[18]、ISBN 978-4-09-191545-0
  4. 2015年4月15日発売[19]、ISBN 978-4-09-191546-7
  5. 2015年5月15日発売[20]、ISBN 978-4-09-191547-4